# Microcancilla
Microcancilla là một chi ốc biển, là động vật thân mềm chân bụng sống ở biển trong họ Cancellariidae.

## Các loài
Các loài trong chi Microcancilla gồm có:
- Microcancilla jonasi de Barros & Petit, 2007[2]
- Microcancilla microscopica (Dall, 1889) [3]